# Rödstjärtad flugsnappare
Rödstjärtad flugsnappare (Ficedula ruficauda) är en asiatisk fågel i familjen flugsnappare inom ordningen tättingar.

## Utseende och läten
Rödstjärtad flugsnappare är en medelstor (14 cm), upprätt sittande skogslevande flugsnappare med platt huvud och stora mörka ögon. Den är mestadels gråbrun med karaktärslöst ansikte men tydlig rostrött på stjärten och övre stjärttäckarna. Undre näbbhalvan är karakteristiskt blekt orangefärgad. Sången som vanligtvis levereras tidig morgon och sen eftermiddag från högt i ett träd är rätt ljudlig och melodiös.

## Utbredning och systematik
Fågeln förekommer från Uzbekistan, Tadzjikistan och östra Afghanistan till norra Indien och Nepal. Vintertid flyttar den till sydvästra Indien, i södra Västra Ghats. Tillfälligt har den påträffas i Kina och Kazakstan Den behandlas som monotypisk, det vill säga att den inte delas in i några underarter.

### Släktestillhörighet
Fram tills nyligen placerades den istället i släktet Muscicapa och vissa gör det fortfarande. DNA-studier visar dock att den är en del av Ficedula.

## Levnadssätt
Rödstjärtad flugsnappare häckar i öppna barr- och blandskogar på mellan 1200 och 3300 meters höjd. Dess föda är rätt okänd, men tros omfatta små ryggradslösa djur som flugor, skalbaggar och fjärilar. Den häckar mellan maj och juli. Arten är flyttfågel och lämnar häckningsområdet i augusti och september.

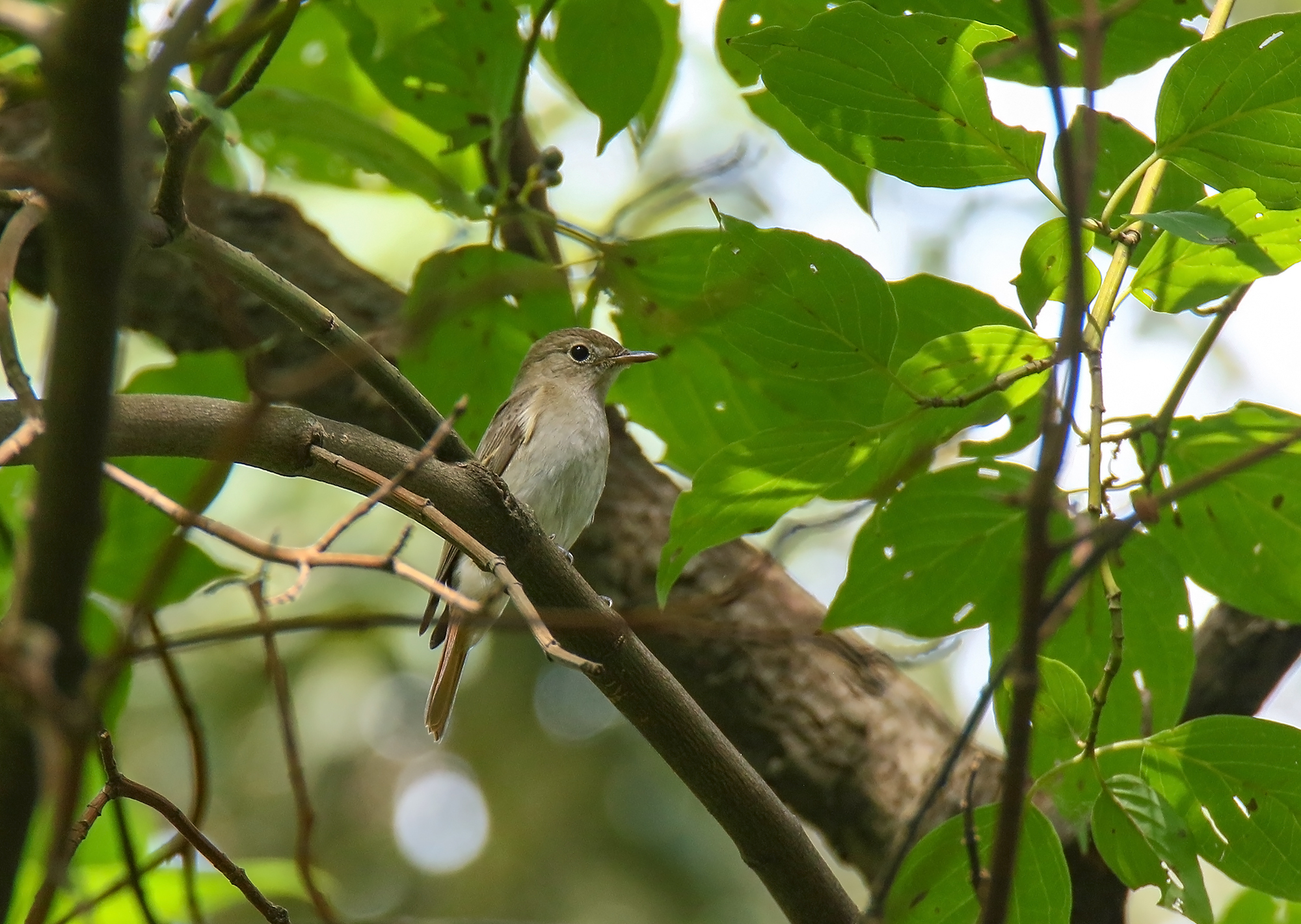
Rödstjärtad flugsnappare i Pakistan.

## Status och hot
Arten har ett stort utbredningsområde, men tros minska i antal, dock inte tillräckligt kraftigt för att den ska betraktas som hotad. Internationella naturvårdsunionen IUCN listar arten som livskraftig (LC).
Världspopulationen har inte uppskattats men den beskrivs som vanlig i nordvästra och norra Indien, lokalt vanlig i Pakistan och Nepal, sällsynt eller fåtalig i Uzbekistan och Tadzjikistan samt lokalt vanlig i sydvästra Indien vintertid.